# 서배스천 데 그래지어
서배스천 데 그래지어(1917년 ~ 2001년)는 미국의 정치학자이다. 전통 신념체계의 붕괴로부터 생기는 불안정하며 무규제 상황의 설명에 아노미의 개념을 도입했다.